# Nationalliga A (Handball) 1998/99
Die Spielzeit 1998/99 war die 50. reguläre Spielzeit der Schweizer Nationalliga A im Handball der Männer.

## Modus
Gespielt wurden von den 12 Teams je 14 Spiele in einer Qualifikationsrunde.
Danach wurde die Meisterschaft in eine Final- und eine Auf-/Abstiegsrunde geteilt.
In der Finalrunde spielten die besten 8 Teams der Qualifikationsrunde.
In der Auf-/Abstiegsrunde spielten die Teams auf den Rängen 9.–12. mit den besten 4 der Nationalliga B in einer Doppelrunde (je 14 Spiele) um den Auf-/Abstieg.
Nach der Finalrunde spielten die Mannschaften auf den Rängen 1 bis 4 die Playoffs (1. gegen 4., 2. gegen 3.). Der Sieger der Playoffs wurde Schweizer Meister.

## Qualifikationsrunde
| Rang                    | Verein                   | Spiele | Punkte |
| ----------------------- | ------------------------ | ------ | ------ |
| 01.                     | Pfadi Winterthur (M) (C) | 12     | 22     |
| 02.                     | Kadetten Schaffhausen    | 12     | 19     |
| 03.                     | St. Otmar St. Gallen     | 12     | 19     |
| 04.                     | TV Suhr                  | 12     | 18     |
| 05.                     | Wacker Thun              | 12     | 18     |
| 06.                     | Grasshoppers             | 12     | 14     |
| 07.                     | ZMC Amicitia             | 12     | 10     |
| 08.                     | BSV Stans                | 12     | 07     |
| 09.                     | TV Zofingen              | 12     | 06     |
| 10.                     | TV Endingen              | 12     | 06     |
| 11.                     | BSV Borba Luzern         | 12     | 04     |
| 12.                     | BSV Bern                 | 12     | 01     |
| Stand 10. Dezember 1997 |                          |        |        |

| Zum Qualifikationsrundenende 1998/99: |                                     |
|                                       |                                     |
|                                       | Qualifiziert für die NLA-Finalrunde |
|                                       | NLB/NLA-Auf-/Abstiegsrunde          |

Zum Saisonende 1997/98:

(M) – Schweizer Meister 1997/98: Pfadi Winterthur

(C) – Cup-Sieger 1997/98: Pfadi Winterthur

kein Aufsteiger aus der Nationalliga B 1997/98

## NLA-Finalrunde
| Rang                | Verein                | Spiele | Tore    | Punkte |
| ------------------- | --------------------- | ------ | ------- | ------ |
| 1.                  | St. Otmar St. Gallen  | 14     | 373:311 | 25     |
| 2.                  | TV Suhr               | 14     | 365:303 | 25     |
| 3.                  | Kadetten Schaffhausen | 14     | 361:316 | 19     |
| 4.                  | Pfadi Winterthur      | 14     | 362:328 | 19     |
| 5.                  | Wacker Thun           | 14     |         | 11     |
| 6.                  | Grasshoppers          | 14     |         | 09     |
| 7.                  | TV Endingen           | 14     |         | 07     |
| 8.                  | ZMC Amicitia          | 14     |         | 03     |
| Stand 29. März 1999 |                       |        |         |        |

| Zum NLA-Finalrundenende 1998/99: |                               |
|                                  |                               |
|                                  | Qualifiziert für die Playoffs |
|                                  | Saison beendet                |

## NLB/NLA-Auf-/Abstiegsrunde
| Rang                 | Verein                 | Spiele | Punkte |
| -------------------- | ---------------------- | ------ | ------ |
| 1.                   | TV Zofingen (NLA)      | 14     |        |
| 2.                   | Yellow Winterthur      | 14     |        |
| 3.                   | BSV Stans (NLA)        | 14     |        |
| 4.                   | Lakers Stäfa           | 14     |        |
| 5.                   | Pfader Neuhausen       | 14     |        |
| 6.                   | BSV Bern (NLA)         | 14     |        |
| 7.                   | KTV Muotathal          | 14     |        |
| 8.                   | BSV Borba Luzern (NLA) | 14     |        |
| Stand 26. April 1999 |                        |        |        |

| Zum NLB/NLA-Auf-/Abstiegsrundenende 1998/99: |                                                  |
|                                              |                                                  |
|                                              | Qualifiziert für die NLA in der Saison 1999/2000 |
|                                              | NLB in der Saison 1999/2000                      |

## Playoffs

### Halbfinal
Modus war Best-of-Three
|                          |   |                       | Serie | 1     | 2     | 3     |
| ------------------------ | - | --------------------- | ----- | ----- | ----- | ----- |
| TV Suhr                  | – | Kadetten Schaffhausen | 2:1   | 22:25 | 27:22 | 28:20 |
| TSV St. Otmar St. Gallen | – | Pfadi Winterthur      | 2:1   | 26:25 | 26:30 | 29:25 |

### Final
Modus war Best-of-Three
|         |   |                          | Serie | 1     | 2     | 3     |
| ------- | - | ------------------------ | ----- | ----- | ----- | ----- |
| TV Suhr | – | TSV St. Otmar St. Gallen | 2:1   | 20:21 | 29:23 | 19:18 |

## Torschützenliste
| Pl. | Spieler          | Tore | Schnitt | Mannschaft            |
| --- | ---------------- | ---- | ------- | --------------------- |
| 1.  | Attila Kotormán  | 246  | 7,9     | Kadetten Schaffhausen |
| 2.  | Marc Baumgartner | 198  | 6,6     | Pfadi Winterthur      |
| 3.  | Goran Perkovac   | 196  | 5,8     | TV Suhr               |